# Camille Coualan
Camille Coualan (né le 21 décembre 1966 à Lamballe,), est un coureur cycliste français, devenu ensuite directeur sportif de divers clubs.

## Biographie
Camille Coualan commence le cyclisme en catégorie cadets à l'Union cycliste lamballaise, sur ses terres natales. Il court ensuite au VCP Loudéac, au VS Côte de Granit ou encore au club Bernard Sports. Resté amateur, son palmarès compte plus de 110 victoires, dont trois titres de champion de France du contre-la-montre par équipes et quatre titres de champion de Bretagne,, un record,. Il est également le détenteur du record de l'heure de Bretagne avec une marque de 45,336 kilomètres, réalisée sur le vélodrome de Nantes.
Une fois sa carrière terminée, il prépare un diplôme d'état à Poitiers, tout en travaillant dans une usine agroalimentaire à Collinée. Devenu entraîneur, il entame sa reconversion professionnelle en créant sa propre auto-entreprise « Breizh Coaching » en décembre 2010. Il reprend également la compétition, à un modeste niveau. Dans le même temps, il intègre l'encadrement du VC Pays de Loudéac en 2011, en tant qu'entraîneur et manager,. Il y occupe ses fonctions jusqu'en 2014, permettant au club de relancer sa section route et de monter en division nationale 2.
En 2016, il devient directeur sportif au Vélo Sport Valletais.

## Palmarès
- 1984
  - 3e du Circuit du Mené
- 1985
  - 3e du Circuit du Mené
- 1988
  - 2e du Grand Prix de Fougères
- 1989
  -  Champion de France du contre-la-montre par équipes[n 1]
  - Championnat des Côtes-du-Nord sur route
  - 1re étape du Tour d'Émeraude
  - 2e du Tour du Finistère
  - 2e du Tour de la Porte Océane
  - 2e du Triomphe breton
  - 3e du Tour d'Ille-et-Vilaine
- 1990
  -  Champion de France du contre-la-montre par équipes[n 2]
  - Trois Jours de Vendée :
    - Classement général
    - 3e et 5e (contre-la-montre) étapes

  - 2e de la Route bretonne
  - 2e du Tour d'Ille-et-Vilaine
  - 2e du Tour de la Porte Océane
  - 3e du Tour du Finistère
- 1991
  -  Champion de Bretagne sur route
  - Boucles guégonnaises
  - Essor breton
  - Élan breton
  - 2e du championnat de France du contre-la-montre par équipes
- 1992
  -  Champion de France du contre-la-montre par équipes[n 3]
  - Trois Jours de Rennes
  - Circuit du Morbihan
  - 3e de la Flèche finistérienne
  - 3e de l'Élan breton
- 1993
  -  Champion de Bretagne
  - Triomphe breton
  - Trio normand (avec Didier Faivre-Pierret et Jean-Louis Harel)
  - 2e de l'Essor breton
  - 2e du Tour d'Émeraude
- 1994
  -  Champion de Bretagne sur route
  - Trois Jours de Rennes
  - Flèche finistérienne
  - Triomphe breton
  - 2e étape du Tour du Béarn
  - 2e du Grand Prix U
  - 2e du Tour de Gironde
  - 3e de l'Élan breton
- 1995
  - 1re étape des Trois Jours de Rennes
  - Tro Bro Leon
  - 1re et 4e étapes de l'Essor breton
  - 1re étape des Boucles de la Mayenne
  - 2e de la Route bretonne
  - 2e du Souvenir Louison-Bobet
  - 2e du Tour d'Ille-et-Vilaine
  - 2e de l'Élan breton
  - 3e des Boucles de la Mayenne
  - 3e du championnat de France du contre-la-montre par équipes
- 1996
  - Tour du Finistère
  - Grand Prix de Plumelec amateurs
  - Circuit des Moulins[11]
  - Élan breton
  - Triomphe breton
  - 2e de Manche-Océan
  - 3e du Grand Prix U
- 1997
  -  Champion de Bretagne
  - 2e étape du Circuit des plages vendéennes
  - Grand Prix U[12]
  - 1re étape du Tour d'Émeraude
  - Tour d'Ille-et-Vilaine